# NGC 5866B
NGC 5866B (другие обозначения — UGC 9769, MCG 9-25-34, ZWG 274.33, KUG 1510+559, PGC 54267) — спиральная галактика с перемычкой (SBd) в созвездии Дракон.
Этот объект не входит в число перечисленных в оригинальной редакции «Нового общего каталога» и был добавлен позднее.